# Tupandactylus navigans
Espèce
Synonymes
Tapejara navigans
Tupandactylus navigans est une espèce éteinte de ptérosaures de la sous-famille des Tapejarinae. Il a vécu au Crétacé inférieur au Brésil où il a été découvert dans la formation géologique de Crato,.
Comme l'autre espèce du genre Tupandactylus, Tupandactylus imperator, il a longtemps été attribué au genre Tapejara. Cette attribution a été mise en doute à partir de 2006, mais ce n'est qu'en 2011 qu'il a été formellement placé dans le nouveau genre Tupandactylus.
T. navigans possédait une crête plus grande de celle de Tapejara wellnhoferi mais moins que celle de T. imperator. Il avait une envergure de 6 mètres.

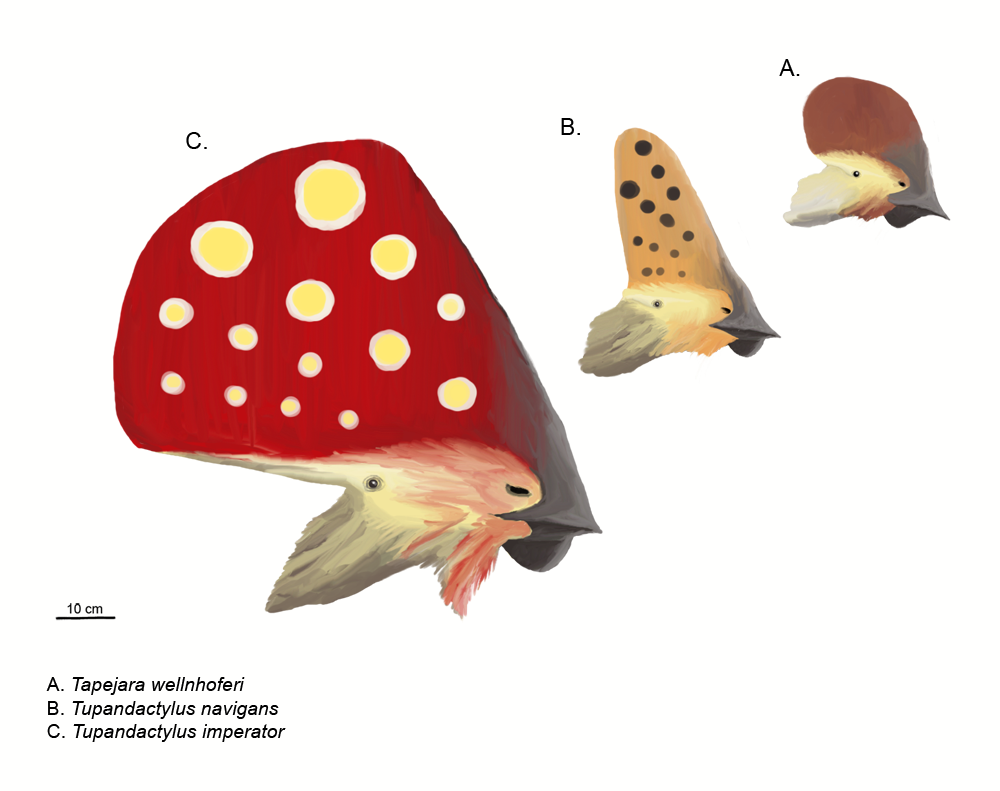
Reconstitution des crêtes (du haut en bas) de Tapejara wellnhoferi (A), Tupandactylus navigans (B) et Tupandactylus imperator (C).

## Culture populaire
En 1999, Tupandactylus navigans apparaît dans le documentaire Sur la terre des dinosaures (mais encore sous le nom de genre Tapejara).